# Chris Carter
Chris Carter (teljes nevén Christopher Carl Carter; Bellflower, Kalifornia, Amerikai Egyesült Államok, 1956. október 13.) amerikai film- és televíziós producer, filmrendező, forgatókönyvíró.
A Long Beach-i Kaliforniai Állami Egyetemen (California State University) újságírás szakon szerzett diplomát, majd ezt követően tizenhárom évig dolgozott a Surfing Magazine-nak. Televíziós pályafutása elején a Walt Disney Studios filmjein dolgozott, majd az 1990-es évek elején a Fox-hálózat forradalmian új megközelítésű X-akták (The X-Files) című science fiction sorozatával szerzett világhírnevet magának. Az X-akták nagy népszerűsége lehetővé tette számára, hogy tárgyalhasson a sorozat folytatásáról.
Saját tévés produkciós vállalata a Ten Thirteen Productions még három további sorozatot készített a hálózat számára: Millennium címmel egy misztikus bűnügyi sorozat, amely azonban negatív kritikákat kapott és nézőszáma is  alacsony volt; Harsh Realm  (’A durvaság birodalma’), amelyet három epizód után töröltek, és A Magányos Harcosok (The Lone Gunmen) című sorozatot, amely az X-akták mellékszál (spin-off) sorozata volt, és amelyből csupán egyetlen évad készült. Carter filmsikerei között szerepel az X-akták 1998-as mozifilmje az X-akták – Szállj harcba a jövő ellen (The X Files – Fight the Future) és a kevésbé sikeres 2008-as X-akták: Hinni akarok (X-Files: I Want to Believe). Utóbbinak rendezője is volt. Eközben más televíziós munkái számos díjat, köztük nyolc Primetime Emmy-díjat nyertek el. Az Amazon Studiosnál az After volt legutolsó televíziós munkája.

## Élete
Chris Carter 1956. október 13-án született Bellflowerban, Kaliforniában. Apja az építőiparban dolgozott. Carter gyermekkorát „teljesen normálisnak” nevezte. Szeretett szörfözni és baseballozni. Játszott a Baseball Gyermekligában (Little League Baseball). A középiskola elvégzését követően a long beach-i Kalifornia Állami Egyetemen tanult újságírás szakon, és 1979-ben szerezte meg a diplomáját. Egyetem után mint lelkes szörfös a Surfing Magazine-nál, egy San Clemente-i folyóiratnál helyezkedett el. Tizenhárom évig dolgozott a magazinnak. Ennek az időszaknak tulajdonítja hogy megtanulta, hogyan kell vállalkozást vezetni. Ebben az időben  kezdett érdeklődni a fazekasság iránt. Kedvtelésből több százezer étkészletet készített. A kerámia készítésének folyamatát a zen meditációkhoz hasonlította, bár azóta a legtöbb munkáját kidobta.
1983-ban kezdett találkozgatni Dori Piersonnal, akit egy unokatestvérén keresztül ismert meg, és akivel a Surfing Magazine-nál is együtt dolgoztak. 1987-ben házasodtak össze. Santa Barbarában élnek.

## Filmjei
- 1987 – Cameo by Night (’Éjszakai kámea’, tévéfilm) – producer, író

- 1987 – Rags to Riches (televíziós sorozat) – író (2 epizód), társproducer
  - Beauty and the Babe című epizód – író

- Disneyland (’Disneyland’, televíziós sorozat) (mint Chris C. Carter) (1 epizód, 1988) (író – 1 epizód, 1986)
  - The B.R.A.T. Patrol című epizód – író
  - Meet the Munceys című epizód

- A Brand New Life (’Vadonatúj élet’, televíziós sorozat) – alkotó, író

- 1991 – Midnight Caller (’Éjféli hívó’, televíziós sorozat) – író (A Cry in the Night című epizód)

- 1993 – A dadus (The Nanny, amerikai vígjátéksorozat, 1993) – producer

- 1993–2018 X-akták (The X Files, kanadai-amerikai televíziós sorozat, 1993-2018) – író, forgatókönyvíró (7 epizód), történet (5 epizód)

- 1995 – Secrets of the X Files, Part 1 (’Az X-akták titkai’, 1. rész, televíziós dokumentumfilm a sorozatról) – mint az X-akták alkotója

- 1996 – Secrets of the X Files, Part 2 (’Az X-akták titkai’, 2. rész,televíziós dokumentumfilm a sorozatról) – mint az X-akták alkotója

- 1998 – Inside the X Files (’Az X-akták belülről’, amerikai televíziós dokumentumfilm a sorozatról) – szereplő, forgatókönyvíró, executive producer

- 1998 – X-akták – Szállj harcba a jövő ellen (The X Files – Fight the Future, kanadai-amerikai misztikus thriller) – producer, forgatókönyvíró, történet

- 1998 – The X-Files Game (Video játék) – történet

- 1996–1999 – Millennium (Millennium, amerikai televíziós sorozat) – forgatókönyvíró

- 1999–2000 – Harsh Realm (’A durvaság birodalma’, kanadai-amerikai televíziós akciófilm sorozat) – író

- 2001 – A Magányos Harcosok (The Lone Gunmen, televíziós sorozat) (13 epizódnál író, 2 epizódnál (a Pilot és Three Men and a Smoking Diaper  (’Három férfi és az a bizonyos füstölő – pelus’) című epizód) – író

- 2004 – The X Files: Resist or Serve (Video játék) – alkotó

- 2005 – Threads of Mythology, Part 1, 2, 3 és 4 (’Mitológia szálak’, 1., 2., 3, és 4. rész, Video dokumentum rövidfilm)

- 2008 – X-akták: Hinni akarok (The X-Files: I Want to Believe, amerikai-kanadai misztikus thriller, 104 perc, 2008) – producer, író, rendező

- 2014 – The After (tévéfilm) – író, alkotó

X-akták karakterek felhasználásával készült filmek:
- 1995 – The XXX Files: Lust in Space (Video)
- 2009 – The Sex Files: A Dark XXX Parody (Video)
- 2010 – The Sex Files 2: A Dark XXX Parody (Video)

## Színészként
Négy filmben rövid jelenetekben pár másodpercre jelent meg:
- 1995–2000 – X-akták (televíziós sorozat)
  - Anasazi (1995) című epizód ... A másik ügynök[1]
  - Hollywoodi buli (Hollywood A.D., 2000) című epizód ... Néző a moziban

- 2001 – A Magányos Harcosok (The Lone Gunmen, televíziós sorozat, 2001) – Three Men and a Smoking Diaper című epizód ... Férfi az utcasarkon

- 2008 – X-akták: Hinni akarok ... Férfi a kórház várójában